# Jernej Legat
Jernej Legat (latinizirano Bartholomaeus Legat), slovenski teolog in tržaško-koprski škof, * 16. avgust 1807, Naklo, † 12. februar 1875, Trst.
Jernej Legat se je rodil v Naklem (pri Kranju) kot prvi otrok cerkovnice Neže in očeta Jožefa, ki je bil cerkovnik, organist in učitelj. 
Osnovno šolo je obiskoval v Kranju, gimnazijo pa v Ljubljani. Po tem je šel leta 1826 študirat pravo na Dunaj. Po nekaj mesecih si je premislil in se vpisal na bogoslovje v Gorici. Študij je uspešno dokončal in 19. septembra 1830 prejel mašniško posvečenje. Zakrament mu je podelil polstric (materin polbrat) Jožef Balant (ali Walland), ki je bil goriški nadškof. Jernej je daroval novo mašo septembra 1830 v Gorici. Po tem je odšel na Dunaj v Avguštinej (Augustineum), kjer je 17. novembra 1833 doktoriral iz teologije.
Po tem se je za krajši čas vrnil v Gorico, že leta 1834 pa se je preselil v Trst. Tam je sprejel službo škofijskega notarja in kanclerja pri tržaškem škofu Mateju Ravnikarju. Škof ga je leta 1838 imenoval za župnika tržaške župnije svete Marije Velike (italijansko Santa Maria Maggiore).
Po Ravnikarjevi smrti je cesar Ferdinand I. Avstrijski 7. oktobra 1846 imenoval Jerneja Legata za škofa tržaško-koprske škofije. Imenovanje je potrdil papež Pij IX. dne 21. decembra 1846.
Jernej Legat je v času opravljanja škofovske službe zelo skrbel za širjenje vere. Ustanovil je več novih župnij, zgraditi je dal več cerkva, odprl je semenišče za bogoslovce (ki so prej študirali v Gorici), itd. Trudil se je tudi, da bi povečal število duhovnikov v svoji škofiji, poleg tega pa si je prizadeval, da bi znali duhovniki ljudem približati vero v ljudskem jeziku - zavedati se moramo dejstva, da so na območju njegove škofije govorili kar štiri različne jezike: slovensko, hrvaško, italijansko in nemško. Kot Slovenec se je zavzemal tudi za uporabo slovenščine v javnosti. Znano je, da je slovenske vernike redno nagovarjal v slovenščini. 
V letih 1869-1870 se je udeležil Prvega vatikanskega koncila, kjer je (skupaj z drugimi avstrijskimi škofi) nasprotoval krepitvi papeževe moči in razglasitvi papeške nezmotljivosti. Kljub temu po koncilu ni nasprotoval sprejetim sklepom in se ni pridružil skupini, ki se je odcepila od Rimskokatoliške Cerkve (Starokatoliška Cerkev).
V noči z 8. na 9. februar 1875 ga je zadela možganska kap, po kateri je ostal v nezavesti do svoje smrti 12. februarja 1875. Pokopan je v grobnici pri kapucinih na Montuci (Montuzza) v Trstu.